# Białopole-Kolonia
Białopole-Kolonia – część wsi Białopole w Polsce położona w województwie lubelskim, w powiecie chełmskim, w gminie Białopole.